# Fundación Santa María la Real
Die Fundación Santa María la Real in Aguilar de Campoo ist eine Stiftung mit Sitz im Kloster Santa María la Real, die sich zur Aufgabe gemacht hat, das Kloster Santa María la Real zu bewahren und das Wissen über die romanische Architektur zu fördern. Die Stiftung entspricht dem spanischen Gesetz für Stiftungen vom 24. Juni 1994. 

## Geschichte

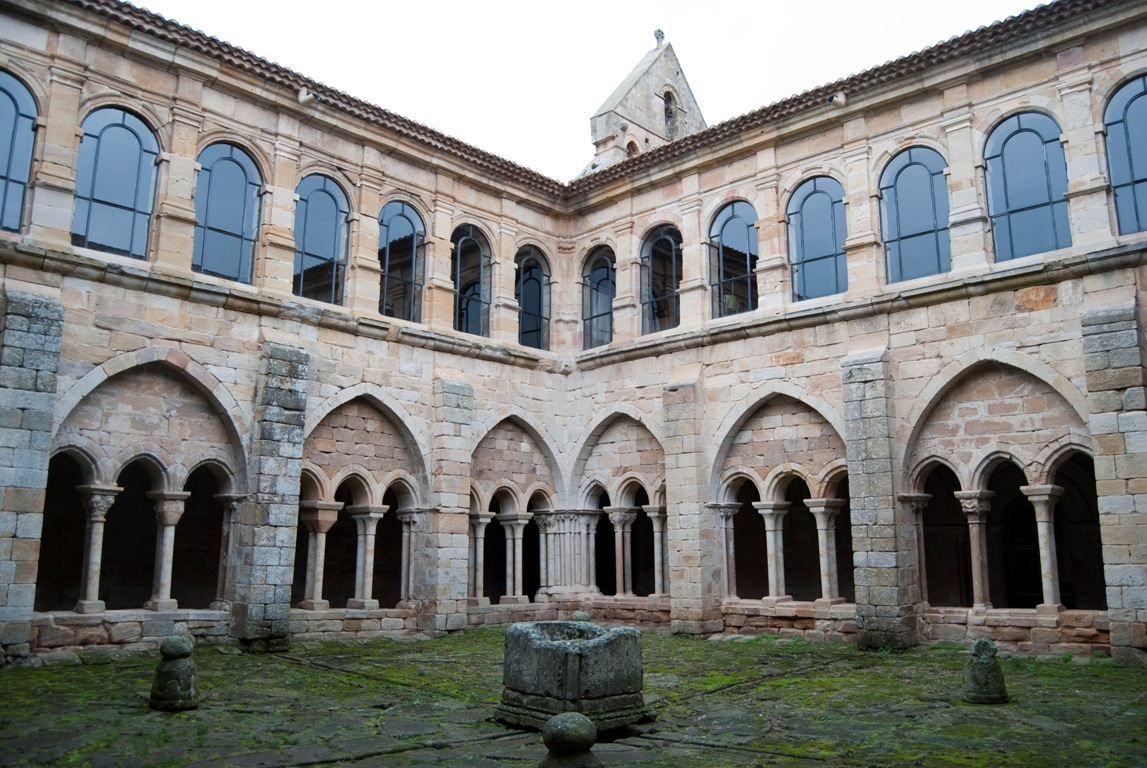
Kloster Santa María la Real, Sitz der Stiftung

Die Stiftung entstand 1994 aus der Asociación de Amigos del Monasterio de Aguilar de Campoo heraus, die seit 1978 tätig war. Für ihre Arbeit hat die Stiftung viele nationale und internationale Auszeichnungen erhalten. 

## Stiftungsziele
Die Stiftung hat folgende Aufgaben:
- Förderung der Restaurierung und Bewahrung des Klosters Santa María la Real in Aguilar de Campoo
- Unterstützung der Forschungen über die romanische Kunst und die Kultur des Mittelalters
- Unterstützung aller Aktivitäten, die die romanische Architektur und Kunst betreffen
- Förderung neuer Technologien zum Schutz der Baudenkmäler
- Förderung der Erforschung neuer Technologien zur Verbesserung der Energieeffizienz

## Centro de Estudios del Románico
Das Centro de Estudios del Románico fördert die Erforschung aller Zeugnisse der Romanik und inventarisiert die vorhandenen Überlieferungen dieser Zeit in Spanien. Die Ergebnisse werden in der umfangreichen Publikationsreihe Enciclopedia del Románico en la Península Ibérica vorgestellt, die 38 Bände umfasst.
In Zusammenarbeit mit dem Ministerio de Industria, Comercio y Turismo werden in der Datenbank Románico Digital viele Informationen bereitgestellt.

## Weitere Publikationen
- La luz y el misterio de las catedrales
- Monjes y obispos en la España del románico, 2012
- Soria: Todo el Románico, 2012, ISBN 978-84-15072-63-8
- Monumentos singulares del románico, 2012